# Liste der Stolpersteine in Berlin-Lichtenrade
Die Liste der Stolpersteine in Berlin-Lichtenrade enthält die Stolpersteine im Berliner Ortsteil Lichtenrade im Bezirk Tempelhof-Schöneberg, die an das Schicksal der Menschen erinnern, die im Nationalsozialismus ermordet, deportiert, vertrieben oder in den Suizid getrieben wurden.
Finanziert werden Stolpersteine durch private Spenden. Im Ortsteil Lichtenrade koordiniert das Museum Tempelhof-Schöneberg für den Bezirk Tempelhof-Schöneberg die Verlegung der Stolpersteine. Alle bisherigen Stolpersteine im Ortsteil verlegte Gunter Demnig am 21. März 2007. Die Spalten der Tabelle sind selbsterklärend. Die Tabelle erfasst insgesamt 33 Stolpersteine und ist teilweise sortierbar; die Grundsortierung erfolgt alphabetisch nach dem Familiennamen.
| Bild | Name                         | Standort                                    | Verlegedatum  | Leben |  |
| ---- | ---------------------------- | ------------------------------------------- | ------------- | --- |  |
|      | Jachaiwet Bank               | Mellener Straße 33 (ehem. Roonstraße 41)    | 21. März 2007 | Jachaiwet Bank wurde am 26. Oktober 1919 in Ufa geboren. Sie ist die Tochter von Chaje Atzig und dem Schneider Salomon Bank sowie die Schwester von Josef (geboren 1921), Alexander (geboren 1922) und Erna (geboren 1923). Ihre drei Geschwister kamen bereits in Berlin auf die Welt. Da sie gut singen und Gitarre spielen konnte, sang sie oft bei Hochzeiten jüdische Lieder. In einem Juweliergeschäft von Albert Fuss in der Breslauer Straße 20a in Berlin-Friedrichshain absolvierte sie eine zweijährige Lehre, die sie im Juni 1934 begonnen hatte. Bis zu einem Berufsverbot am 1. Dezember 1936 wurde sie von Albert Fuss als Verkäuferin übernommen. Bereits im Januar konnte sie aber bis zum 1. November 1938 im Uhrengeschäft Adam Minoga in der Koppenstraße 4 in Berlin-Friedrichshain weiterhin arbeiten. Ihr Bruder Alexander und der Vater wurden im Zuge der so genannten „Polenaktion“ am 28. Oktober 1938 abgeschoben. 1939 musste ihre Mutter und die übrigen Geschwister nach Polen emigrieren. Die russische Staatsangehörigkeit bewahrte sie vor der Aussiedlung. Sie verlobte sich mit Gert Leisersohn (siehe weiter unten) und wohnte mit ihm in der Wohnung der Schwiegereltern in der Friedrich-Franz-Straße 16 in Berlin-Tempelhof. 1941 musste die Wohnung aufgegeben werden. Sie zog mit der Familie Leisersohn nach Lichtenrade in die Roonstraße. Am 27. November 1941 wurde sie mit ihrem Verlobten mit dem siebten Berliner Transport von Berlin nach Riga deportiert. Beide wurden im Wald von Rumbula am 30. November 1941 ermordet. Sie änderte in Berlin ihren russischen Vornamen in Josefine und wurde meist kurz „Fine“ genannt. In der Sekundärliteratur gibt es alternative Schreibweisen zum ursprünglichen Vornamen: Jachaiweth oder Jschaiweth. Der Bruder Alexander überlebte den Holocaust im Exil durch einen Kindertransport nach England und heiratete dort Traute Leisersohn, die Schwester von Gert Leisersohn. Der Juwelier Albert Fuss wurde am 23. Juli 1942 in das Ghetto Theresienstadt und von dort am 16. Mai 1944 in das Vernichtungslager Auschwitz deportiert. |  |
|      | Hildegard Braun              | Beethovenstraße 29                          | 21. März 2007 | Hildegard Braun, geborene Kretschmer, wurde am 22. November 1912 in Hirschberg (poln. Jelenia Góra) geboren. Am 9. November 1938 (Novemberpogrome 1938) heiratete sie Werner Braun. Aus der Ehe ging am 16. Februar 1940 die Tochter Ruth hervor. Sie wurde am 28. März 1942 zusammen mit ihrer Tochter von Berlin in das Ghetto Piaski deportiert. Ein Todesdatum ist nicht bekannt. |  |
|      | Ruth Braun                   | Beethovenstraße 29                          | 21. März 2007 | Ruth Braun wurde am 16. Februar 1940 in Berlin geboren. Sie ist die Tochter von Hildegard und Werner Braun. Sie wurde am 28. März 1942 von Berlin in das Ghetto Piaski deportiert. Ein Todesdatum ist nicht bekannt. |  |
|      | Werner Braun                 | Beethovenstraße 29                          | 21. März 2007 | Werner Braun wurde am 8. Mai 1909 in Berlin geboren. Er war das erste Kind von Gertrud und Julius Braun. Sein Bruder Gerhard kam 13 Jahre später zur Welt. Am 9. November 1938 (Novemberpogrome 1938) heiratete er Hildegard Kretschmer. Aus der Ehe ging am 16. Februar 1940 die Tochter Ruth hervor. Er wurde am 28. März 1942 von Berlin in das Ghetto Piaski deportiert. Am 17. September 1942 wurde Werner Braun ermordet. |  |
|      | Sarina Djuk                  | Mozartstraße 22                             | 21. März 2007 | Sarina Djuk wurde am 28. Februar 1875 in Konstantinopel (heute: Istanbul) geboren. Die Eltern, Moses und Rebecka Djuk, waren ursprünglich jüdischen Glaubens, aber gemeinsam zum Christentum konvertiert. Die Mutter stammte aus einer armenischen Rabbinerfamilie und der Vater war polnischer Herkunft. Die insgesamt vier Kinder der Familie wurden evangelisch getauft und erzogen. Ende 1914 zog sie nach Berlin, da die Schottische Missionsschule, die sie einst als Schülerin besuchte und an ebendieser selbst fast 20 Jahre unterrichtete, infolge des Ersten Weltkrieges geschlossen wurde. Mit dem 4. großen Alterstransport wurde sie am 17. März 1943 von Berlin in das Ghetto Theresienstadt deportiert. Sie starb ebenda am 1. Juni 1944. |  |
|      | Rosa Engler                  | Galluner Straße 31 (ehem. Leopoldstraße 12) | 21. März 2007 | Rosa Engler wurde am 27. Juni 1880 in Soldau (poln. Działdowo) geboren. Zur Volkszählung 1939 wohnte sie Siegmunds Hof 5 in Berlin-Tiergarten. Zuletzt wohnte sie zur Untermiete bei Don Rosenblüth (siehe dort). Am 15. Juli 1942 wurde sie mit dem 22. Alterstransport von Berlin in das Ghetto Theresienstadt deportiert. Rosa Engler starb ebenda am 28. Februar 1943 nach offizieller Todesfallanzeige an Gastroenteritis. |  |
|      | Clara Feininger              | Beethovenstraße 29                          | 21. März 2007 | Clara Feininger, geborene Fürst, wurde am 15. Februar 1879 in Berlin geboren. Sie ist die Tochter von Anna Wilhelmine Friederike Mücke und des jüdischen Malers Gustav Gerson Fürst sowie die Schwester von Edmund Fürst. Am 23. Februar 1901 heiratete sie den Maler Lyonel Charles Adrian Feininger. Nachdem er 1905 die Künstlerin Julia Berg, geborene Lilienfeld (1881–1970) kennengelernt hatte, ließ er sich im November 1907 von seiner Frau scheiden. Sie zog die gemeinsamen Töchter Eleonore und Marianne (geboren 1901 und 1902) auf und lebte zum Teil von den Unterhaltszahlungen. Im Berliner Adressbuch war sie mit der Berufsbezeichnung Pianistin eingetragen und wohnte seit etwa 1915 über 20 Jahre in der Birkbuschstraße 6 in Berlin-Steglitz. Zur Volkszählung 1939 wohnte sie in Kleinschönebeck und hatte eine Wohnung im Stahenweg in der Kolonie Stahenberge (heute vermutlich Heideweg, Kolonie Hohenberge). In einer Anzeige im Jüdischen Nachrichtenblatt gab sie bekannt, dass sie ihre Wohnung zum 1. November 1940 räumt. Feininger wohnte anschließend zur Untermiete bei Hildegard und Werner Braun in der Beethovenstraße. Am 10. Januar 1944 wurde sie mit dem 99. Theresienstadttransport in das Ghetto Theresienstadt und von dort am 23. Oktober 1944 in das Vernichtungslager Auschwitz deportiert. In der Sekundärliteratur gibt es alternative Schreibweisen zum Vornamen (Klara oder Cläre), aber auch Feininger selbst gibt zur Volkszählung 1939 den Vornamen Cläre an. |  |
|      | Dorothea Freudenfels         | Hilbertstraße 1                             | 21. März 2007 | |  |
|      | Richard Freudenfels          | Hilbertstraße 1                             | 21. März 2007 | |  |
|      | Erwin Gehrts                 | Uhlandstraße 41a                            | 21. März 2007 | |  |
|      | Clara Hasche                 | Charlottenstraße 28                         | 21. März 2007 | |  |
|      | Bruno Hirschfeld             | Franziusweg 63                              | 21. März 2007 | |  |
|      | Hans-Heinz Hirschfeld        | Franziusweg 63                              | 21. März 2007 | |  |
|      | Klara Hirschfeld             | Franziusweg 63                              | 21. März 2007 | |  |
|      | Leo Jakobowitz               | Alt-Lichtenrade 123 (ehem. Dorfstr. 51)     | 21. März 2007 | Leo Jakobowitz wurde am 21. Juni 1899 in Friedrichswille (heute polnisch Kolonia Biskupska) im Kreis Tarnowitz (Oberschlesien) geboren. Am 28. März 1942 wurde mit dem 11. Osttransport aus der Dorfstr. 51 ins Ghetto Piaski deportiert und von dort wahrscheinlich in das Lager Trawniki. Seitdem gilt er als verschollen. |  |
|      | Erna Kochmann                | Maffeistraße 49                             | 21. März 2007 | Erna Esther Mandus kam am 18. November 1899 in Erfurt in einer jüdischen Familie auf die Welt, ihre Eltern waren Martin Mandus (1863–1942) und Elsbeth geborene Altmann (1876–1942). Erna hatte noch zwei jüngere Brüder, Herbert Hirsch (1901–1959) und Erwin Armandus (1905-1981), die in Berlin geboren wurden. Sie besuchte das Stern’sche Konservatorium und wurde Opernsängerin und Pianistin. Am 2. März 1929 heiratete sie in Berlin-Neukölln den nichtjüdischen Herbert Julius Robert Paris (1903–1972). 1931 lebte sie am Kottbusser Damm 65, der Wohnung ihrer Eltern. Nach ihrer Laufbahn als Sängerin lehrte sie Gesang und Klavier. Am 26. Januar 1938 wurde ihre Ehe rechtskräftig geschieden. Im Oktober 1941 zog sie nach Lichtenrade in eine Mansarde mit Notküche in der Maffeistraße 49. Am 24. August 1942 heiratete sie den verwitweten Eigentümer des Hauses, Adolf Armin Kochmann (1890–1952), dessen nichtjüdische Frau Ernestine Hermine geborene Hilbert am 22. Juni 1941 verstorben war. Adolf Kochmann war Redakteur und Fachschriftsteller, der vorzugsweise über deutsche Literatur schrieb. 1920 bei seiner ersten Hochzeit gab er als Religionszugehörigkeit „Dissident“ an und auf seiner Sterbeurkunde steht evangelisch, nach den NS-Gesetzen war er jüdisch. Erna Kochmann leistete Zwangsarbeit bei Siemens & Halske im Wernerwerk am Charlottenburger Ufer. Am 4. August 1943 wurde sie mit dem 40. Transport nach Auschwitz deportiert, ihr Todesdatum ist unbekannt. Der Wert ihres zurückgelassenen Inventars betrug 530,40 Mark. Ihr Mann Adolf Kochmann überlebte die Shoah und den Zweiten Weltkrieg in Berlin, heiratete 1947 erneut und starb 1952. Wie er seiner Deportation entgehen konnte, ist unbekannt. Die JRSO führte für Adolf Kochmann eine Klage auf Wiedergutmachung für das Grundstück Hoeschweg 2, Ecke Maffeistr. 49. Die Eltern von Erna wurden am 31. August 1942 aus der Hobrechtstraße 65 in Berlin-Neukölln in das Ghetto Theresienstadt deportiert, von dort am 29. September 1942 weiter in das Vernichtungslager Treblinka und bei Ankunft am 1. oder 2. Oktober 1942 ermordet. Ihre beiden Brüder überlebten die Shoah durch frühzeitige Auswanderung und starben in den USA. |  |
|      | Emma Krüger                  | Alt-Lichtenrade 24-26                       | 21. März 2007 | Emma Lehmann kam am 15. August 1876 in Berlin in einer jüdischen Familie auf die Welt, ihre Eltern waren Hirsch und Johanna (geb. Stengel) Lehmann. Sie heiratete am 13. August 1908 in Berlin den Arbeiter Friedrich Wilhelm Hermann Krüger (geb. 10. August 1865; gest. 29. Juni 1936) und nahm den Namen ihres Mannes an. Als Witwe wohnte sie in Lichtenrade in der Berliner Straße 101 (heute Alt-Lichtenrade 24–26). Ihrer bevorstehenden Deportation entzog sie sich am 21. August 1942 durch Flucht in den Tod durch Vergiftung. Die Wohnung wurde von der Polizei beschlagnahmt, das Inventar auf 120,00 Mark geschätzt, am 15. Dezember 1942 schließlich wurde die Wohnung geräumt und der Schlüssel auf dem Polizeirevier Lichtenrade deponiert. Ab 1. Januar 1943 wurde die Wohnung wieder vermietet. |  |
|      | Gert Leisersohn              | Mellener Straße 33 (ehem. Roonstraße 41)    | 21. März 2007 | Gert Leisersohn wurde am 14. Oktober 1919 als erstes Kind von Josef und Hannchen Leisersohn in Berlin geboren. Er wuchs in Tempelhof auf, wohnte mit seinen Eltern in der Friedrich-Franz-Straße 16. Als er sechs Jahre alt war, wurde seine Schwester Traute geboren. Gert besuchte die Volksschule in Tempelhof und anschließend das Askanische Gymnasium am Wittelsbacher Korso (heute Boelckestraße), das er 1937 wegen seiner jüdischen Herkunft verlassen musste. Er lernte daraufhin das Bäcker- und Konditorhandwerk in einem Betrieb in der Nähe des Alexanderplatzes. 1939 konnte Traute mit einem Kindertransport nach England gebracht werden. Ab April 1941 wohnte Gert mit seinen Eltern und seiner Verlobten Jachaiwet Bank (siehe weiter oben) im Haus des Arztes Dr. Bernhard Wolff in der Lichtenrader Roonstraße 41 (heute: Mellener Straße 33). Zu dieser Zeit musste er Zwangsarbeit als Transportarbeiter in der Kartoffelgroßhandlung Gebrüder Löffler am Ostbahnhof leisten. Gert Leisersohn wurde zusammen mit Jachaiwet Bank am 27. November 1941 mit dem „VII. Transport“ vom Bahnhof Grunewald aus nach Riga gebracht, auf der Vermögenserklärung von Gert Leisersohn findet sich der handschriftliche Vermerk „freiwillige Meldung“. Bei ihrer Ankunft am 30. November 1941 erwartete sie dort der Tod. An jenem als „Blutsonntag“ in die Geschichte eingegangenen Tag wurden 4.000 Juden bei einer Massenerschießung ermordet, darunter alle 1.053 kurz zuvor mit diesem Transport eingetroffenen Berliner. Seine Schwester Traute hat den Holocaust überlebt, nach Kriegsende heiratete sie den Bruder Alexander der ermordeten Jachaiwet Bank. |  |
|      | Hannchen Leisersohn          | Mellener Straße 33 (ehem. Roonstraße 41)    | 21. März 2007 | Hannchen Abraham wurde am 13. November 1883 in Posen geboren und war die Tochter von Jacob Abraham aus Posen und Henriette Lippmann aus Samotschin. Sie zog noch vor dem Ersten Weltkrieg nach Berlin und arbeitete dort als Kassiererin. Ende Dezember 1918 heiratete sie den Glaser Josef Leisersohn, der nach einer Kriegsverletzung diesen Beruf allerdings nicht weiter ausüben konnte. Am 14. Oktober 1919 brachte Hannchen Leisersohn ihr erstes Kind, den Sohn Gert, zur Welt. Sie lebte mit ihrem Mann und dem Kind in der Friedrich-Franz-Straße 16 in Tempelhof. Dort wurde am 30. Mai 1926 auch die Tochter Traute geboren. Im Juli 1939 musste Hannchen Leisersohn von ihrer Tochter Traute Abschied nehmen, da es ihnen gelungen war, die 13-jährige durch einen Kindertransport nach England zu retten. Die Ausreisebemühungen der anderen Familienmitglieder blieben erfolglos, sie erhielten keine Visa. Zum 1. April 1941 musste Hannchen Leisersohn mit ihrem Mann und dem Sohn Gert aus der Wohnung in der Friedrich-Franz-Straße ausziehen, die Familie wurde in die Roonstraße 41 (heute Mellener Straße 33) nach Lichtenrade zwangseingewiesen. Hier im Haus des Arztes Dr. Bernhard Wolff musste Hannchen Leisersohn erleben, dass ihr Sohn Gert zusammen mit seiner Verlobten Jachaiwet Bank (siehe ganz oben) Ende November 1941 zur Deportation abgeholt wurde, die beiden wurde nach ihrer Ankunft in Riga am 30. November 1941 am „Rigaer Blutsonntag“ ermordet. Hannchen Leisersohn selbst wurde zusammen mit ihrem Mann Josef am 31. August 1942 mit dem „53. Alterstransport“ in das Ghetto Theresienstadt deportiert. Josef Leisersohn kam dort im Januar 1944 um. Hannchen Leisersohn wurde am 16. Mai 1944 von Theresienstadt nach Auschwitz verschleppt und ermordet. Ihre Tochter Traute hat den Holocaust überlebt, nach Kriegsende heiratete sie den Bruder Alexander der ermordeten Jachaiwet Bank. Hannchen Leisersohn war die Schwester von Louise verheiratete Prinz, an sie und ihren Ehemann Detmar Prinz erinnern Stolpersteine in der Ekkehardstraße 5 in Berlin-Baumschulenweg (siehe dort). Das Geburtsjahr 1919 auf dem Stolperstein ist falsch.                                                   |  |
|      | Josef Leisersohn             | Mellener Straße 33 (ehem. Roonstraße 41)    | 21. März 2007 | Josef Leisersohn wurde am 12. August 1876 in Weißenhöhe, Kreis Wirsitz, in der Provinz Posen in einer kinderreichen jüdischen Familie geboren, seine Eltern waren Salomon Leisersohn und Mathilde geborene Baer. Er erlernte den Beruf des Glasers. Josef nahm als Soldat am Ersten Weltkrieg teil und zog sich dabei eine Gasvergiftung zu, durch die er eines seiner Augen verlor. Den Beruf des Glasers konnte er somit nicht weiter ausüben, er wechselte in den kaufmännischen Bereich und erhielt außerdem eine kleine Rente als Kriegsinvalide. Am 31. Dezember 1918 heiratete Josef Leisersohn die Kassiererin Hannchen Abraham, das Paar zog nach Tempelhof in die Friedrich-Franz-Straße 16. Im Oktober 1919 kam der Sohn Gert zur Welt, im Mai 1926 bekam das Paar noch eine Tochter, Traute. Im Frühjahr 1941 wurde Josef Leisersohn und seiner Familie die Wohnung in der Friedrich-Franz-Straße gekündigt. Zum 1. April 1941 mussten sie alle in die Roonstraße 41 (heute: Mellener Straße 33) nach Lichtenrade ziehen und wurden zwangsweise im Haus des Arztes Dr. Bernhard Wolff einquartiert. Von dort wurde Josef Leisersohn zusammen mit seiner Frau Hannchen von der Gestapo abgeholt und am 31. August 1942 mit dem „53. Alterstransport“ in das Ghetto Theresienstadt deportiert. Im Januar 1944 ist Josef Leisersohn dort umgekommen. Nach offiziellen Angaben ist sein Leichnam am 24. Januar 1944 im Krematorium von Theresienstadt verbrannt worden. |  |
|      | Johanna Maaß                 | Franziusweg 63                              | 21. März 2007 | |  |
|      | Don Rosenblüth               | Galluner Straße 31 (ehem. Leopoldstraße 12) | 21. März 2007 | Don Rosenblüth kam am 6. Mai 1870 in Rudnik nad Sanem / Nisko / Galizien in einer jüdischen Familie auf die Welt. Er zog nach Berlin, sein Beruf war Handelsmann. Er bewohnte in Lichtenrade, Leopoldstraße 12 (heute Galluner Straße 31) eine 1,5-Zimmer-Wohnung im Haus des Kaufmanns Julius Sittenfeld (siehe dort). Seinen Lebensunterhalt verdiente er auch durch Untervermietung, so an Rosa Engler (siehe dort). In der Vermögenserklärung gab er an, verwitwet zu sein, den Wert seines Vermögens gab er mit 30,-- Mark an, sein Inventar wurde auf 120,-- Mark geschätzt, Julius Sittenfeld kaufte es „freihändig“ an. Am 25. Januar 1942 wurde Don Rosenblüth nach Riga ins Ghetto deportiert und dort zu einem unbekannten Zeitpunkt ermordet. |  |
|      | Alfred Rosenthal             | Galluner Straße 41                          | 21. März 2007 | Alfred Rosenthal kam am 25. September 1902 in Genthin in einer jüdischen Familie auf die Welt. Er blieb ledig und war Transportarbeiter. 1939 war er im Städtischen Arbeits- und Bewahrungshaus Berlin-Lichtenberg, Rummelsburg, Hauptstraße 8 untergebracht. Das Städtische Arbeitshaus Rummelsburg, später Gefängnis Rummelsburg genannt, war das Arbeitslager des benachbarten Waisenhauses und entstand am Ende des 19. Jahrhunderts. Alfred Rosenthal gelang es jedoch das Arbeitshaus zu verlassen, ab 13. Juni 1942 wohnte er als Untermieter bei Sittenfeld in der Leopoldstraße 12 (heute Galluner Straße 31). Er leistete Zwangsarbeit bei der Firma Weber & Co. in der Grätzer Straße 68, Berlin SO 36, für einen Stundenlohn in Höhe von 0,85 Mark. In seiner Vermögenserklärung gab er an, dass ein Verwandter von ihm, Hellmut Rosenthal, bereits nach Litzmannstadt evakuiert wurde. Alfred Rosenthal wurde im Juni 1942 verhaftet und über das Polizeigefängnis Alexanderplatz am 23. Juni 1942 mit dem 16. Transport nach Minsk deportiert. Ob Alfred Rosenthal von Minsk mit Lastkraftwagen zur Tötungsstätte von Maly Trostinec gebracht und dort erschossen wurde oder ob er in einem Gaswagen getötet wurde, wissen wir nicht. Die Bewertung seines Inventars ergab den Betrag von 140,00 Mark, die Einrichtung wurde einem Einzelhändler übergeben, am 15. Oktober 1942 verkauft und die Wohnung geräumt. |  |
|      | Elsbeth Schwarzschild        | Grenzweg 1                                  | 21. März 2007 | Elsbeth Schwarzschild (geb. Born) wurde am 8. Juli 1892 in Polnisch Nettkow im Landkreis Grünberg in Schlesien (heute Nietków in Polen) geboren, von Beruf war sie Buchhalterin. Seit dem 7. Oktober 1920 war sie mit Heinrich Schwarzschild verheiratet, mit dem sie zwei Kinder hatte (Sigurd, geboren am 4. September 1921 in Berlin und Klaus, geboren am 5. November 1926, ebenfalls in Berlin). Am 17. März 1943 wurde sie gemeinsam mit ihrem Mann Heinrich aus dem Haus im Grenzweg 1 mit dem 4. Großen Alterstransport in das KZ Theresienstadt deportiert und nach dem Tod ihres Ehemanns alleine am 19. Oktober 1944 weiter in das KZ Auschwitz, wo sie zu einem unbekannten Zeitpunkt ermordet wurde. |  |
|      | Heinrich Jakob Schwarzschild | Grenzweg 1                                  | 21. März 2007 | Jakob Heinrich Schwarzschild wurde laut Heiratsurkunde am 3. September 1889 in Frankfurt am Main geboren, am 7. Oktober 1920 heiratete er seine Frau Elsbeth (geb. Born) in Berlin. 1919 wurde die Firma J. H. Schwarzschild & Co in der Weinmeisterstr. 18 in Berlin-Mitte gegründet, gehandelt wurden Seiden- und Baumwollwaren. Diese Firma wurde im Jahr 1937 liquidiert und sehr wahrscheinlich dadurch arisiert. Ab dem Jahr 1925 steht er mit der Wohnanschrift Grenzweg 1 im Adressbuch und im Jahr 1940 zuletzt mit dem Beruf Kunstmaler statt Seidenhändler. Am 17. März 1943 wurde er gemeinsam mit ihr aus dem Haus im Grenzweg 1 mit dem 4. Großen Alterstransport in das KZ Theresienstadt deportiert und dort am 19. Mai 1943 ermordet. Laut der Transportliste wurde ihm das Verwundetenabzeichen verliehen, er war also Teilnehmer im Ersten Weltkrieg. Seine Schwester Sophie Hirsch (geb. Schwarzschild am 4. Januar 1885 in Frankfurt am Main) überlebte den Holocaust und führte in Berlin in den Jahren 1951, 1955 und 1957 mehrere Klagen auf Wiedergutmachung für ihn. Die JRSO führte eine Klage zur Wiedergutmachung für das Grundstück Wünsdorfer Str. 46 in Lichtenrade, das ihm auch gehörte. Am 2. April 1943 nahmen sich Otto Joseph (geboren am 22. Juni 1878 in Schermeisel) und seine evangelische Ehefrau Berta (am 8. Dezember 1881 in Riesa geborene Illgen) im Haus Grenzweg 1 gemeinsam das Leben, 1939 wohnten sie in Neukölln in der Emser Straße 98. |  |
|      | Klaus Schwarzschild          | Grenzweg 1                                  | 21. März 2007 | |  |
|      | Sigurd Schwarzschild         | Grenzweg 1                                  | 21. März 2007 | |  |
|      | Auguste Helene Seelig        | Galluner Straße 31 (ehem. Leopoldstraße 12) | 21. März 2007 | Auguste Helene Seelig kam am 5. Juni 1878 in Hohensalza in einer jüdischen Familie zur Welt. Sie hatte eine Schwester Johanna. Diese heiratete Bruno Sittenfeld und bekam einen Sohn Julius, Auguste Helene Seelig blieb ledig und wohnte bei ihrer Schwester und ihrem Schwager in Lichtenrade, Leopoldstraße 12 (heute Galluner Straße 31). Als sie am 19. Januar 1942 nach Riga deportiert wurde, war sie 64 Jahre alt, ihren Beruf gab sie mit „Aufwärterin“ an. Die Umstände und das Datum ihres Todes sind unbekannt. |  |
|      | Bruno Sittenfeld             | Galluner Straße 31 (ehem. Leopoldstraße 12) | 21. März 2007 | Bruno Sittenfeld kam am 21. Januar 1877 in Oberschönau/Schlesien in einer jüdischen Familie zur Welt. Er wurde Schlosser und heiratete Johanna Seelig. Am 21. Mai 1906 wurde ihnen der Sohn Julius geboren, dem er am Tag seiner Geburt ein Grundstück in Berlin-Lichtenrade Leopoldstraße 12 (heute Galluner Straße 31) im Wert von 4000,00 Mark schenkte. Der Sohn Julius wurde Kaufmann und baute auf dem Grundstück 1928 ein Haus, in dem Bruno und Johanna Sittenfeld eine Zwei-Zimmerwohnung bewohnten; auch seine Schwägerin Auguste Helene Seelig wohnte dort. Bruno Sittenfeld bezog eine Altersrente von 53,40 Mark monatlich. Er wurde zur Zwangsarbeit herangezogen als Schlosser bei der Firma C. Appelshäuser, Mahlsdorfer Straße 9 in Köpenick für einen Wochenlohn in Höhe von 33,00 Mark. Am 1. März 1943 wurde Bruno Sittenfeld nach Auschwitz deportiert und dort zu einem unbekannten Zeitpunkt ermordet. |  |
|      | Johanna Sittenfeld           | Galluner Straße 31 (ehem. Leopoldstraße 12) | 21. März 2007 | Johanna Seelig kam am 6. Februar 1876 in Hohensalza in einer jüdischen Familie zur Welt. Sie hatte zumindest eine Schwester, Auguste Helene, die am 5. Juni 1878 geboren war. Johanna heiratete den Schlosser Bruno Sittenfeld, 1906 kam in Kattowitz ihr Sohn Julius auf die Welt. Bruno Sittenfeld schenkte ihm nach seiner Geburt ein Grundstück in Lichtenrade, Leopoldstraße 12 (heute Galluner Straße 31), im Wert von 4.000,00 Mark. Julius Sittenfeld baute 1928 auf dem Grundstück ein Haus, in dem seine Eltern eine Zwei-Zimmerwohnung bewohnten; deren Wohnrecht hatte er im Grundbuch eintragen lassen. Auch Johannas Schwester Auguste Helene wohnte dort. Nachdem am 1. März 1943 ihr Mann nach Auschwitz deportiert wurde, musste Johanna Sittenfeld am 16. Juni 1943 den Zug nach Theresienstadt besteigen; von dort wurde sie weiter nach Auschwitz gebracht, wo sie am 18. Mai 1944 ermordet wurde. |  |
|      | Julius Sittenfeld            | Galluner Straße 31 (ehem. Leopoldstraße 12) | 21. März 2007 | Julius Sittenfeld kam am 21. Mai 1906 in Kattowitz/Schlesien als Sohn von Bruno Sittenfeld und seiner Frau Johanna geborene Seelig zur Welt. Zu seiner Geburt schenkte ihm sein Vater ein Grundstück in Lichtenrade, Leopoldstraße 12 (heute Galluner Straße 31). Julius Sittenfeld wurde Kaufmann und baute auf dem Grundstück im Jahr 1928 ein Haus, in dem seine Eltern eine Zwei-Zimmerwohnung bewohnten und auch seine Tante Auguste Helene Seelig lebte. Am 1. März 1943 wurde sein Vater Bruno Sittenfeld nach Auschwitz deportiert, Julius folgte am 3. März 1943. Einer Überstellungsmeldung aus dem Jahr 1944 ist zu entnehmen, dass er die Häftlingsnummer 105887 hatte und vom Häftlingskrankenbau (HKB) des KZ Buna/Monowitz in das KZ Auschwitz I bzw. II mit der Diagnose 'Kollaps’ überstellt wurde. Dorthin wurden die nicht mehr arbeitsfähigen Häftlinge überstellt, was bedeutet, dass sie dort ins Gas geschickt wurden. |  |
|      | Amalie Wolff                 | Mellener Straße 33 (ehem. Roonstraße 41)    | 21. März 2007 | |  |
|      | Bernhard Wolff               | Mellener Straße 33 (ehem. Roonstraße 41)    | 21. März 2007 | |  |